# Jotán de Judá
Jotán de Judá, o Jotam, fue un rey de Judá, 748-732 a. C. Hijo del rey Uzías (Azarías); reinó en Judá por dieciséis años.
Cuando Uzías fue herido con lepra por invadir ilegalmente el templo y ofrecer incienso ilegalmente, Jotán se encargó de los deberes reales en lugar de su padre, pero su período de gobierno no se registra sino hasta la muerte de aquel, cuando tenía 25 años.
Durante su reinado se emprendieron muchas obras de construcción. Erigió la puerta superior del templo, construyó gran parte del muro de Ofel y edificó ciudades en la región montañosa de Judá, así como lugares fortificados y torres en los bosques. (2 Crónicas 27:3-7)"
Pero Jotán no disfrutó de un reinado pacífico. Guerreó contra los amonitas y finalmente los venció. Como resultado, le pagaron durante tres años un tributo anual de 100 talentos de plata y 10 000 medidas de coro tanto de trigo como de cebada. (2 Crónicas 27:5) Durante su reinado, el país también empezó a sufrir presiones militares por parte del rey sirio Rezín y el rey israelita Pecaj. (2 Reyes 15:37)
Jotán fue enterrado a su muerte en la Ciudad de David, y su hijo Acaz, que tenía unos cuatro años de edad cuando Jotán llegó a ser rey, ascendió al trono de Judá. (2 Crónicas 27:7–28:1)
Aparte del relato bíblico, Jotán también es aludido en una bula de su hijo y sucesor Ajaz, descubierta a mediados de la década de los noventa y cuya inscripción lee: "Perteneciente a Ajaz (hijo de) Jotán, rey de Judá".